# Okara (Lebensmittel)

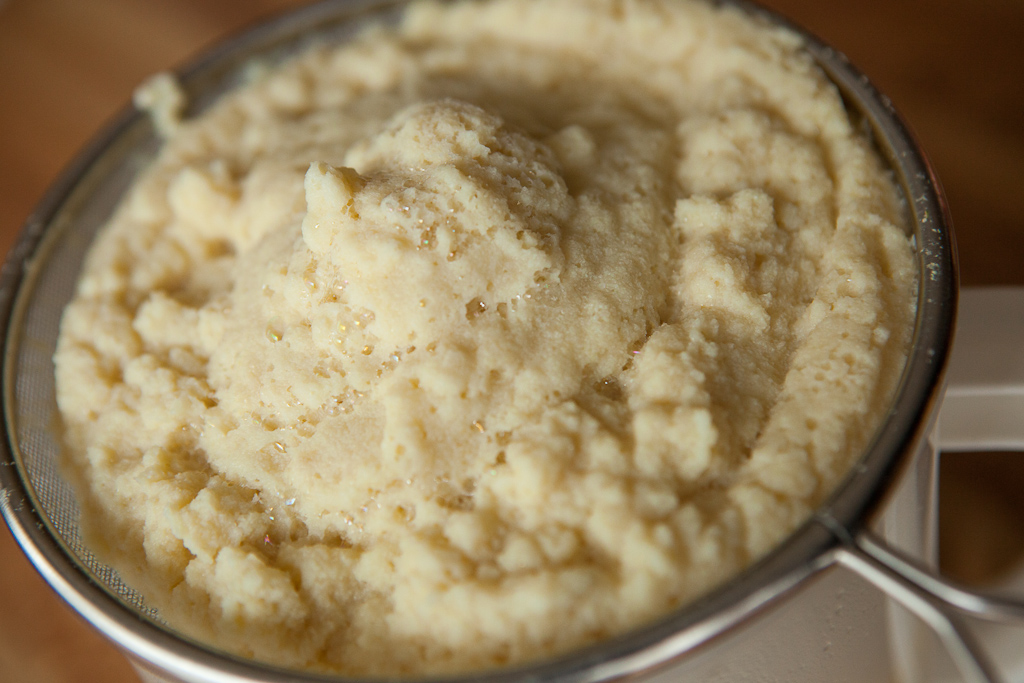
Rohstoff Okara

Okara ist ein geschmacksneutrales Nebenprodukt, das bei der Herstellung von Sojamilch oder Tofu anfällt. Es ist ein nährstoffreiches Lebensmittel, das in vielen Teilen Asiens, insbesondere in China und Japan, verwendet wird. Okara gehört zu den ältesten drei Grundarten von Sojafasern. Seit dem 20. Jahrhundert gewinnt das Lebensmittel zunehmend Aufmerksamkeit in der pflanzenbasierten Küche der westlichen Länder als nährstoffreiche und nachhaltige Fleischalternative.

## Bezeichnungen
Auf Chinesisch wird der Tofubrei „dòuzhā“ (chin. 豆渣) oder genauer „dòufuzhā“ (豆腐渣 ‚Sojakuchen‘) genannt, auf Japanisch „Okara“ (jap. 御殻 okara, auch 雪花菜; alternative Bezeichnung „kirazu“ 切らず, auch 雪花菜 oder „sekkasai“ 雪花菜) und auf Koreanisch „biji“ (kor. 비지) oder „kongbiji“ (콩비지); alternative Bezeichnung „dububak“ (두부박 Hanja 豆腐粕).

## Herstellung
Okara ist ein Koppelprodukt, welches bei der Tofu- und Sojagetränkeherstellung anfällt. Zur Herstellung dieser Produkte werden Sojabohnen in Wasser eingelegt und nachfolgend gekocht, püriert und gepresst. Daraus entstehen Tofu, Sojamilch und das gepresste Sojabohnenpüree: Okara. Bei der Herstellung von einem Kilo Tofu entsteht als Nebenprodukt ein Kilo Okara. Im Jahr 1983 wurde der jährliche Ertrag an Okara in Japan auf etwa 70.000 Tonnen geschätzt.

## Inhaltsstoffe
Okara besteht aus den Fasern (Ballaststoffe) und Proteinen, die aus der Sojabohne bei der Herstellung von Sojamilch und Tofu übrig bleiben. Es enthält Proteine, Ballaststoffe, sowie Mineralstoffen wie Calcium, Phosphor und Eisen und geringe Mengen an einigen Vitaminen. Okara besteht durchschnittlich aus 81 % Wasser, 3,22 % Protein, 1,73 % Lipide, 12,54 % Kohlenhydrate (darunter 4,12 % Ballaststoffe) mit einem Brennwert von 321 KJ (entsprechend 77 kcal) pro 100 g. Die fettlöslichen Nährstoffe, zu denen Sojalecithin, Linolsäure, Linolensäure, Phytosterine, Tocopherol und Vitamin D gehören, sind ebenfalls in Okara enthalten.
Die Verarbeitung von Okara mit Hilfe von Fermentation verbessert die biologische Verfügbarkeit und fördert dadurch die Verdauung sowie die Aufnahme der Nährstoffe. Durch die Fermentation wird der Gehalt an freien Aminosäuren, Zuckern, Fettsäuren und Flavoproteinen erhöht. Die Technik der Fermentation bietet zudem eine Möglichkeit, das Lebensmittel zu einer strukturierten Masse zu verarbeiten.

## Verwendung

### Okara in der Küche

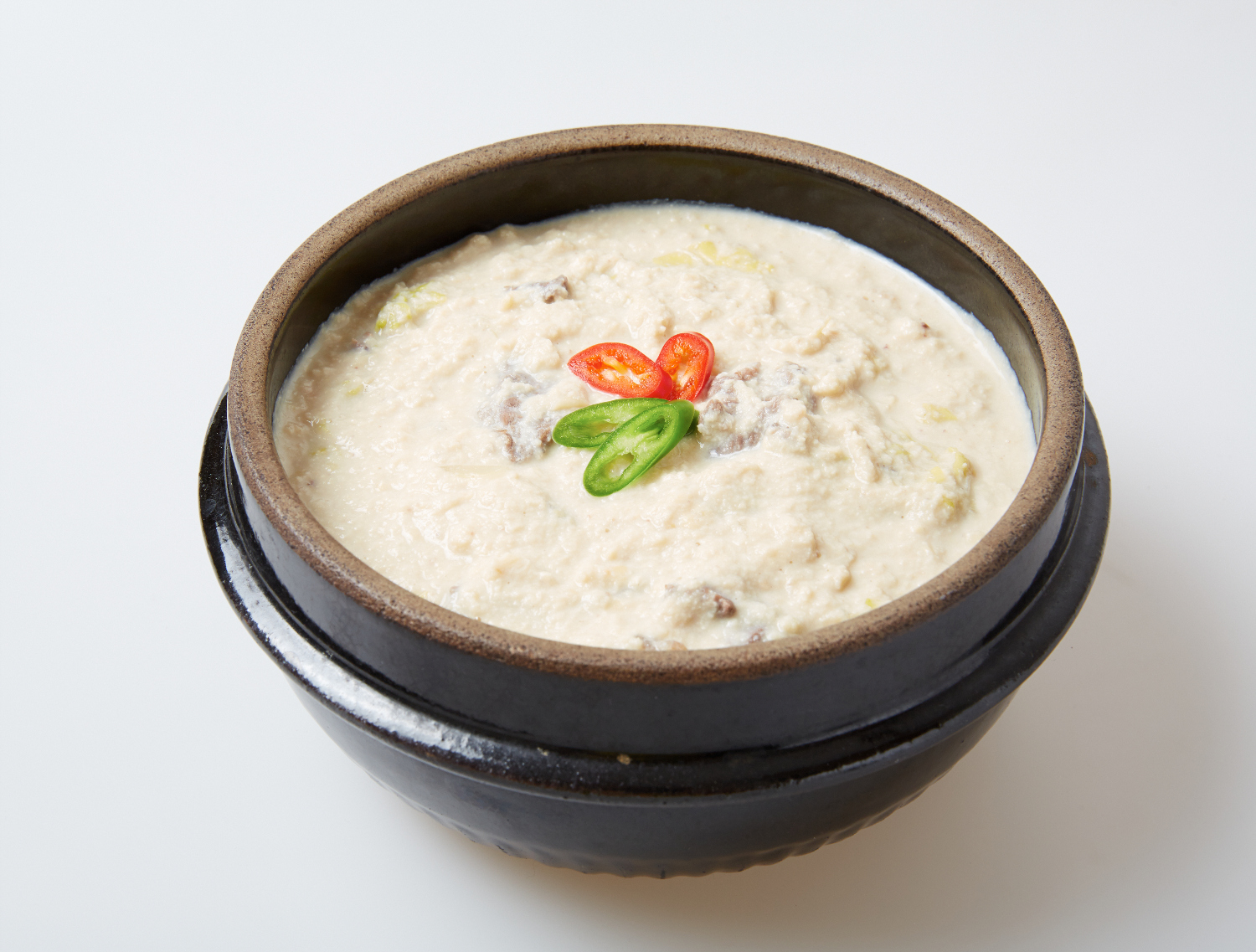

Okara kann zur Herstellung von Tempeh verwendet werden, indem man es mit dem Pilz Rhizopus oligosporus fermentiert wird. Weitere Verwendungszwecke sind die Verarbeitung zu einem Müsliprodukt, als Zutat für Sojaprodukte und für Pasteten. In Japan wurde versucht, Okara in Eiscreme zu verarbeiten.
Okara, das auch unter anderen Namen wie Yukibana, U-no-hana und Kirazu bekannt ist, gehört seit der Antike zur traditionellen japanischen Küche. In dem Gericht Unohana wird Okara mit Mirin, Karotten, Klettenwurzeln und Shiitake-Pilzen gebraten und wie gebratener Reis serviert. Im Gegensatz zu gebratenem Reis bietet Unohana mit Okara mehr Proteine und Nährwerte.

### Okara als Veganes Lebensmittel
Okara kann auch als Fleischalternative verwendet werden, da es eine Quelle für pflanzliches Protein ist. Da es einen neutralen Geschmack hat, muss es mit anderen Zutaten kombiniert werden, um verschiedene Gerichte wie Burger, Suppen, Aufstriche etc. zu kreieren. Ein Beispiel für die Verarbeitung von Okara sind die Luya Chunks. Luya fermentiert Okara mit Kichererbsen und modifiziert die Chunks mit verschiedenen Marinaden.

### Okara als Düngemittel
Okara wird in der Landwirtschaft aufgrund seines Stickstoffanteils als natürlicher Stickstoffdünger verwendet. Ebenso kann es dem Kompost zugesetzt werden, um organische Nährstoffe und Stickstoff hinzuzufügen.